# Acanthalburnus
Acanthalburnus är ett släkte av fiskar. Acanthalburnus ingår i familjen karpfiskar.
Kladogram enligt Catalogue of Life:
| Acanthalburnus | \| \| Acanthalburnus microlepis \| \| \| \| \| \| Acanthalburnus urmianus \| \| \| \| |
|                | \| \| Acanthalburnus microlepis \| \| \| \| \| \| Acanthalburnus urmianus \| \| \| \| |
|                | Acanthalburnus microlepis                                                             |
|                |                                                                                       |
|                | Acanthalburnus urmianus                                                               |
|                |                                                                                       |